# قرية السينة (مناخة)

تعديل مصدري - تعديل

قرية السينة هي إحدى قرى عزلة هوزان بمديرية مناخة التابعة لمحافظة صنعاء، بلغ تعداد سكانها 213 نسمة حسب تعداد اليمن لعام 2004.